# 헤이닐두 만다바
헤이닐두 이스나르드 만다바(포르투갈어: Reinildo Isnard Mandava, 1994년 1월 21일 ~ )는 모잠비크의 축구 선수로 현재 잉글랜드 프리미어리그의 선덜랜드에서 왼쪽 풀백으로 활약하고 있다.

## 구단 경력
베이라에서 태어난 만다바는 페호비아리우 다 베이라와 GD 마푸투에서 축구 경력을 시작했다. 2015년 12월, 그는 포르투갈 클럽 벤피카와 계약하고 리저브 팀으로 배정되었다. 2017년 6월, 그는 세군다리가의 SC 코빌량으로 한 시즌 임대되었다.
2018년, 그는 벨레넨스스 SAD로 이적하였고 2019년 1월, 그는 시즌 종료 후 €3M의 완전 영입 옵션과 함께 프랑스 클럽 릴로 임대 이적하였다. 2019년 5월 31일, 릴은 만다바의 완전 영입을 완료했다.
2022년 1월 31일, 스페인 클럽 아틀레티코 마드리드는 3년 반 계약으로 만다바의 이적을 발표했다.

## 국가대표팀 경력
만다바는 2014년 모잠비크 축구 국가대표팀의 일원으로서 데뷔하였다.

## 수상 내역
릴
- 리그 1: 2020–21
- 트로페 데 샹피옹: 2021[12]

모잠비크
- COSAFA컵 준우승: 2015[13]

개인
- UNFP 리그 1 올해의 팀: 2020–21[14]